# 川西白腹鼠
川西白腹鼠（学名：Niviventer excelsior），一种分布于中国西南地区的啮齿动物，隶属于鼠科白腹鼠属。本种是英国学者奥德菲尔德·托马斯根据来自四川康定的标本于1911年描述发表。

## 形态特征
川西白腹鼠无刺毛，毛衣密长柔软呈丝状，上体为土黄色至赭黄灰色，下体纯白色；耳朵为灰褐色，前足白色，后足蹠部有暗色斑块；尾部约2/3背面呈褐色，其余部分为白色。

## 亚种
本种目前分为以下2个亚种：
- 川西白腹鼠指名亚种（Niviventer excelsior excelsior）：分布于四川西部
- 川西白腹鼠滇西亚种（Niviventer excelsior tengchongensis）：分布于云南西部